# Ramiz Malik
Ramiz Malik (nom complet en azéri : Ramiz Ağarza oğlu Məlikov ; né le 4 août 1943 à Bakou où il meurt le 14 décembre 2023) est un acteur de théâtre et de cinéma azerbaïdjanais, Artiste du peuple de la République d'Azerbaïdjan (1998), lauréat du Prix d'État de la RSS d'Azerbaïdjan (1984).

## Biographie
Ramiz Malikov est né le 4 août 1943 à Bakou. En 1963, il entre à la faculté d'art dramatique et de théâtre de l'Institut national du théâtre d'Azerbaïdjan, du nom de Mirzagha Aliyev. Il suit des cours auprès de Rza Tahmasib, Tofig Kazimov et Malik Dadachov. Il est diplômé de cet établissement d’enseignement supérieur en 1967.
En 1963, Ramiz Malikov entre à la faculté d'art dramatique et de théâtre de l'Institut national du théâtre d'Azerbaïdjan, du nom de Mirzaagha Aliyev. Il suit des cours auprès de Rza Tahmasib, Tofiq Kazimov et Malik Dadashov. Il est diplômé de cet établissement d’enseignement supérieur en 1967.

## Carrière
En 1967, Ramiz Malik rejoint la troupe du Théâtre national académique dramatique azerbaïdjanais. Il travaille comme metteur en scène et assistant metteur en scène lors de la préparation de ses pièces: Une colline plate d'Ekrem Aylisli (directeur créatif Tofig Kazimov), Étranger de Leonhard Frank (directeur créatif Oruj Gurbanov), Khurchidbanu Natavan d'Ilyas Efendiyev (directeur créatif Marahim Farzalibeyov) et d'autres. L'acteur joue dans des pièces de théâtre telles que La Ville de l'Est (Bahruz) d'Anvar Mammadkhanli, Si vous ne croyez pas d'Alibala Hadjizade (Adil), Qui a une question ? de Nariman Hasanzade, produit par la Télévision d'État d'Azerbaïdjan  (Adalat) etc. Ramiz Malik reçoit le Prix d'État de la RSS d'Azerbaïdjan en 1984.
Le 1er décembre 1982, il reçoit le titre d'Artiste émérite de la RSS d'Azerbaïdjan et le 24 mai 1998, le titre d'Artiste du peuple de la République d'Azerbaïdjan. La médaille Artiste fondée par l'Union des travailleurs du théâtre d'Azerbaïdjan et le prix Djafar Djabbarli sont décernés en 2010.
Le 29 octobre 2019, l’artiste reçoit l’Ordre de la Gloire pour ses services au développement de l'art théâtral en Azerbaïdjan. Il était un retraité présidentiel. Le 14 août 2023, il reçoit le Diplôme honorifique du Président de la République d'Azerbaïdjan des mains du président Ilham Aliyev pour son activité efficace à long terme dans le développement de l'art théâtral en Azerbaïdjan,